# Bitwa pod Nową Wsią (luty 1863)
Bitwa pod Nową Wsią – bitwa stoczona  21 lutego 1863 roku pod Nową Wsią w czasie powstania styczniowego, pomiędzy oddziałem powstańczym gen. Ludwika Mierosławskiego i kolumną wojsk rosyjskich płk Jurija Iwanowicza Szyldera-Szuldnera.
Mierosławski po przegranej bitwie pod Krzywosądzem (19 lutego) wycofał się do Nowej Wsi, gdzie założył obóz, a sam udał się na obiad do dworu w Nowej Wsi, którego właścicielem był Wilhelm Maske, syn Johanna pastora w Babiaku. Wieczorem wojska polskie zaskoczone zostały atakiem sił rosyjskich pułkownika Schuldnera, które uderzyły z trzech stron. Wojska powstańcze zostały rozbite, a za główną przyczynę tego uznaje się postawę oddziału Topora, który z przyczyn politycznych opuścił swoje pozycje, odsłaniając prawe skrzydło sił Mierosławskiego. Topór miał działać na skutek inspiracji stronnictwa białych dążących do usunięcia Mierosławskiego, który reprezentował stronnictwo czerwonych.
Po kilkugodzinnym ostrzale Polacy zmuszeni zostali do opuszczenia miejsca bitwy i przekroczenia granicy pruskiej. Porażka pod Nową Wsią była bezpośrednią przyczyną złożenia dyktatury przez Mierosławskiego.

## Straty
Zginęło przynajmniej 31 powstańców (m.in. Mikulicz, Włodzimierz Bogusławski, Borkowski, Ludwik Bronikowski z Kościeszyna, filolog Margoński z Poznańskiego, oficer kosynierów Cygański, kapelan oddziału ksiądz Stefan Cieślik, Bielecki z Poznańskiego, Lemiński czy Jan Wichliński), a około 30 odniosło rany. Kilku powstańców trafiło do niewoli. Straty Rosjan nie są znane. 

## Upamiętnienie
Polegli powstańcy spoczywają w zbiorowej mogile, położonej niedaleko Nowej Wsi. W Broniszewie na cmentarzu znajduje się grób innego powstańca poległego pod Nową Wsią - Jana Wichlińskiego. 